# Јаблана
Јаблана (словен. Jablana) је насељено место у општини Загорје об Сави, Засавска регија, Словенија.

## Историја
До територијалне реорганизације у Словенији била је у саставу старе општине Загорје об Сави.

## Становништво
У попису становништва из 2011. године, Јаблана је имала 85 становника.
| Број становника према пописима | Број становника према пописима | Број становника према пописима |
| ------------------------------ | ------------------------------ | ------------------------------ |
| 1991                           | 2002                           | 2011                           |
| 137                            | 90                             | 85                             |

Напомена: Године 1953. повећано за насеље Водице које је укинуто. Године 2000. смањен за део насеља који је проглашен за ново самостално насеље Кал.